# Agustina Contucci y Oribe
Agustina Contucci Oribe (Montevideo, 12 de diciembre de 1806 - 1870) fue una patriota que luchó por la independencia de las Provincias Unidas del Río de la Plata, durante la Revolución de Mayo, y esposa de Manuel Oribe, segundo presidente constitucional de Uruguay.

## Biografía
Agustina Contucci y Oribe nació el 12 de diciembre de 1806 en la ciudad de Montevideo, hija de María Josefa Francisca Oribe y Viana y Felipe Contucci.
El 8 de febrero de 1829, a los 22 años, se casó con su tío, Manuel Ceferino Oribe y Viana, de 36, con quien tuvo cuatro hijos: tres mujeres y un varón. Decían que no le gustaba que Manuel Oribe visitara tan seguido a su hija Carolina, fruto de los amores de Oribe con la actriz Trinidad Guevara, de quien estaría muy celosa.

## Patriota
Agustina Contucci fue una patriota simpatizante de la revolución independentista, razón por la cual fue perseguida por sus actividades subversivas por las autoridades al igual que su madre, María Josefa Francisca Oribe y Viana.
Se sabe que Agustina Contucci rompió el bloqueo de la plaza para que pudiera pasar un piano de Prusia y poder entretener a los patriotas en sus veladas.

## Reconocimiento
Su esposo,  presidente constitucional de Uruguay entre 1835 y 1838 y fundador del Partido Nacional, fundó la Iglesia de San Agustín en su honor.
Una calle de la ciudad de Montevideo lleva el nombre de Agustina en su honor.